# پستان پرزی
پستان پرزی (نام علمی: Zeltus etolus)  گونه‌ای پروانه است که در تیره  پرنیان‌بالان قرار دارد. این گونه در هندوستان یافت می‌شود.

## نگارخانه

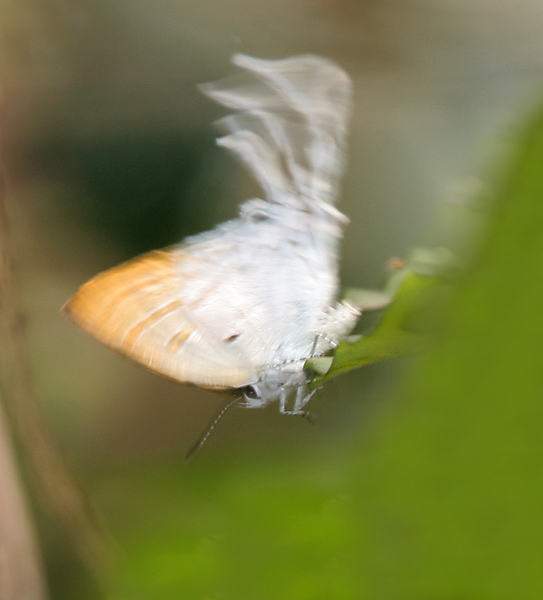
در بنگال غربی, هند
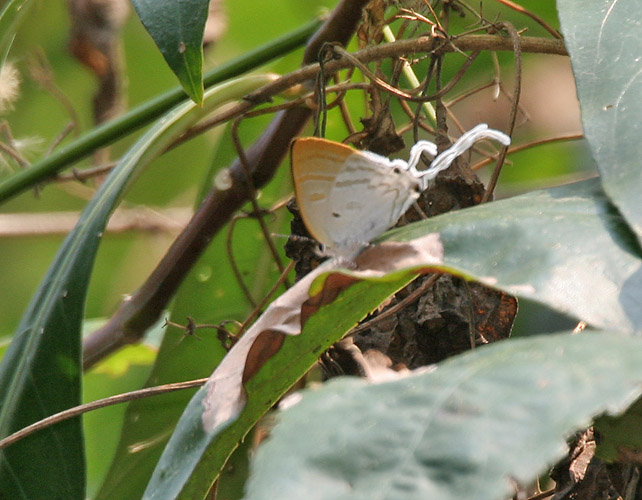
در بنگال غربی، هند
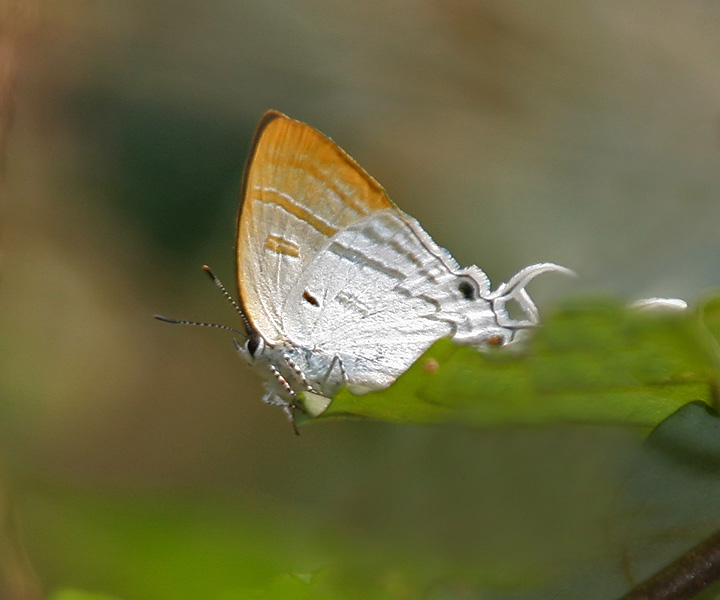
در بنگال غربی، هند